# Van Keulenfjorden
Van Keulenfjorden est un fjord norvégien situé au Spitzberg, Svalbard. Le fjord est accessible via le Bellsund.

## Géographie
Le fjord s'étend sur environ 30 km en direction du sud-est jusqu'au glacier Nathorstbreen. Plusieurs glaciers se jettent dans la rive sud du fjord : Antoniabreen, Finsterwalderbreen, Penckbreen. Le fjord se termine par un rassemblement de glaciers coupé en deux. Au nord-est on a les deux glaciers Doktorbreen et Liestølbreen puis la montagne Arrheniusfjellet (Svantetoppen 883 m) puis au sud-ouest deux autres glaciers qui se rejoignent : le Nathorstbreen et le Zawadzibreen. 
Le fjord est une frontière géographique entre la Terre de Nathorst dans le nord-est et la  Terre de Wedel Jarlsberg au sud. A l'est de la fin du fjord se trouve la Terre de Torell. La frontière nord du Parc national de Sør-Spitsbergen court en plein centre du Van Keulenfjorden. A l'entrée sud du fjord, dans Bourbonhamna, se trouve une épave qui est répertoriée comme un monument culturel.

## Nom
Giles et Rep (vers 1710) ont noté une petite baie à l'entrée de l'actuel Van Keulenfjorden, et ils ont appelé la baie de Van Keulens Baaijtje, en l'honneur de Gérard van Keulen, leur éditeur de cartes. En 1820 l'explorateur anglais William Scoresby a utilisé ce nom pour le fjord principal. Van Keulen, basé à Amsterdam, fut un grand éditeur de cartes marines. La société d'édition a existé  de 1680 au début des années 1800. Elle a été fondée par Johannes van Keulen, Gerard van Keulen était son fils.